# Donal R. Michalsky
Donal Ray Michalsky (Pasadena, 13 juli 1928 – Newport Beach, 31 december 1975) was een Amerikaans componist en muziekpedagoog.

## Levensloop
Michalsky studeerde bij Ingolf Dahl aan de University of Southern California in Los Angeles en behaalde in 1952 zijn Bachelor of Music. An hetzelfde instituut behaalde hij in 1957 zijn Master of Music. Met een studiebeurs van het Fulbright-programma kon hij in 1958 bij Wolfgang Fortner in Duitsland studeren. In hetzelfde jaar won hij ook de Broadcast Music, Inc. (BMI)-Award en de Friends of Music award. Zijn studies voltooide hij in 1965 en promoveerde tot Doctor of Musical Arts aan zijn Alma Mater, de University of Southern California in Los Angeles. 
Vanaf 1960 was hij docent voor muziek en instructeur aan de California State University - Fullerton. In 1970 werd hij tot professor benoemd en werd co-directeur. Tot zijn leerlingen behoren Dennis Anderson, George Andrews, Charles Byron Estes, Dorothy Foster, Douglas M. Hein, Carleton Macy, Kenneth J. Mummert, Erma Reynolds, John Leonard Rodby, John Roger Sorenson, Allen Strange, Ralph Anthony Tancredi en Leigh James Unger.
In 1971 completeerde hij het Elegy concerto voor orkest van zijn leraar en mentor Ingolf Dahl. Als componist schreef hij een aantal werken voor diverse genres (orkest, harmonieorkest, kerkmuziek, koor en kamermuziek). Een begonnen opera bleef onvoltooid. Michalsky overleed in het gevolg van een brand in zijn woonhuis in Newport Beach. 

## Composities

### Werken voor orkest
- 1956 Zes stukken', voor kamerorkest
- 1967 Wheel of time, koraalsymfonie
- 1969 Sinfonia concertante, voor klarinet, piano en orkest

### Werken voor harmonieorkest
- 1953 Concertino, voor trombone en harmonieorkest
- 1959 Little symphony, voor harmonieorkest
- 1963 Fantasia sopra My funny valentine, voor koperensemble
- 1964 Concertino, voor negentien solo blazers en 2 slagwerkers
- 1965 Fanfare after 17th century dances, voor 12 blazers (2 dwarsfluiten, hobo, althobo, 2 klarinetten, 2 fagotten, trompet, 2 hoorns en trombone)

### Missen en andere kerkmuziek
- 1952 rev.1962 Missa brevis

### Muziektheater

#### Opera's
- Der arme Heinrich (onvoltooid)

### Vocale muziek

#### Cantates
- 1971 Cantata memo ri am, voor sopraan en 12 instrumenten

#### Werken voor koor
- 1957 Fantasia on poems of Lorca, voor gemengd koor en basklarinet
- 1959 Fanfare for a joyous occasion, voor vrouwenstemmen, piano en slagwerk

### Kamermuziek
- 1950 Duo, voor altviool en piano
- 1952 Kwintet, voor koperkwartet en piano
- 1952 Divertimento, voor 3 klarinetten
  1. Marcia
  2. Allegro
  3. Largo
  4. Intermezzo
  5. Rondino
  6. Marcia
- 1958 Partita, voor oboe d'amore en strijkers
- 1958 Sonate, voor cello en piano
- 1959 Morning music, voor kamerensemble
- 1962 Trio concertino, voor dwarsfluit, hobo en hoorn
- 1963 Fantasia alla marcia, voor koperkwintet
- 1964 Allegretto, voor klarinet en strijkers
- 1968 Fantasia a due, voor hoorn en bastrombone
- 1968 Sonatina, voor dwarsfluit en klarinet
- 1972 Partita piccola, voor dwarsfluit en piano
- 1972 3 times 4, voor saxofoonkwartet
- 1973 Duo concertato, voor viool en altviool

### Werken voor piano
- 1952 Zes stukken
- 1958 Sonate, voor twee piano's
- 1961 Sonata concertante
- 1969 Fantasy
- 1971 Song suite
- 1972 Happy birthday, Frank Campo, voor piano vierhandig
- 1976 Constructed series op. posth.

### Werken voor klavecimbel
- 1961 Fantasies

### Werken voor accordeon
- 1968 4 short pieces